# アブナー・ウリーベ
アブナー・ブリスモーリー・ウリーベ（Abner Brismaury Uribe,  2000年6月20日 - ）は、ドミニカ共和国のサントドミンゴ出身のプロ野球選手（投手）。右投右打。MLBのミルウォーキー・ブルワーズ所属。

## 経歴
2018年7月にアマチュア・フリーエージェントでミルウォーキー・ブルワーズと契約してプロ入り。契約後、傘下のルーキー級ドミニカン・サマーリーグ・ブルワーズでプロデビュー。12試合に登板して2勝0敗2セーブ、防御率3.32、21奪三振を記録した。
2019年はルーキー級アリゾナリーグ・ブルワーズとパイオニアリーグのルーキー級ロッキーマウンテン・バイブスでプレーし、2チーム合計で7試合（先発2試合）に登板して3勝2敗、防御率10.61、7奪三振を記録した。
2020年はCOVID-19の影響でマイナーリーグの試合が開催されなかったため、公式戦の登板は無かった。
2021年はA級カロライナ・マドキャッツでプレーし、17試合（先発4試合）に登板して1勝0敗3セーブ、防御率4.01、52奪三振を記録した。オフにはアリゾナ・フォールリーグに参加し、ソルトリバー・ラフターズに所属した。
2022年はAA級ビロクシ・シャッカーズでプレーしたが、膝を痛めて2試合の登板にとどまった。オフには2年連続でアリゾナ・フォールリーグに参加し、グレンデール・デザートドッグスに所属した。また、11月15日にはメジャー契約を結んで40人枠入りした。
2023年はAA級ビロクシで開幕を迎えた。その後、AAA級ナッシュビル・サウンズを経て7月8日にメジャー初昇格を果たすと、同日のシンシナティ・レッズ戦でメジャーデビュー。この年メジャーでは32試合に登板して1勝0敗1セーブ、防御率1.76、39奪三振を記録した。

## 選手としての特徴
速球は常時100mph超を計測し、2023年はメジャー全体での平均球速で2位にランクインした。投球の割合としてはシンカー6割、スライダー3割、フォーシームくらいの比率で投げている。

## 詳細情報

### 年度別投手成績
| 年 度    | 球 団    | 登 板 | 先 発 | 完 投 | 完 封 | 無 四 球 | 勝 利 | 敗 戦 | セ 丨 ブ | ホ 丨 ル ド | 勝 率 | 打 者 | 投 球 回 | 被 安 打 | 被 本 塁 打 | 与 四 球 | 敬 遠 | 与 死 球 | 奪 三 振 | 暴 投 | ボ 丨 ク | 失 点 | 自 責 点 | 防 御 率 | W H I P |
| -------- | -------- | ----- | ----- | ----- | ----- | -------- | ----- | ----- | -------- | ----------- | ----- | ----- | -------- | -------- | ----------- | -------- | ----- | -------- | -------- | ----- | -------- | ----- | -------- | -------- | ------- |
| 2023     | MIL      | 32    | 0     | 0     | 0     | 0        | 1     | 0     | 1        | 8           | 1.000 | 127   | 30.2     | 16       | 0           | 20       | 0     | 1        | 39       | 6     | 1        | 8     | 6        | 1.76     | 1.17    |
| 2024     | MIL      | 14    | 0     | 0     | 0     | 0        | 2     | 2     | 3        | 0           | .500  | 66    | 14.1     | 15       | 1           | 12       | 2     | 0        | 14       | 3     | 0        | 11    | 11       | 6.91     | 1.88    |
| MLB：2年 | MLB：2年 | 46    | 0     | 0     | 0     | 0        | 3     | 2     | 4        | 8           | .600  | 193   | 45.0     | 31       | 1           | 32       | 2     | 1        | 53       | 9     | 1        | 19    | 17       | 3.40     | 1.40    |

- 2024年度シーズン終了時

### 年度別守備成績
| 年 度 | 球 団 | 投手（P） | 投手（P） | 投手（P） | 投手（P） | 投手（P） | 投手（P） |
| 年 度 | 球 団 | 試 合     | 刺 殺     | 補 殺     | 失 策     | 併 殺     | 守 備 率  |
| ----- | ----- | --------- | --------- | --------- | --------- | --------- | --------- |
| 2023  | MIL   | 32        | 3         | 1         | 0         | 0         | 1.000     |
| 2024  | MIL   | 14        | 5         | 2         | 0         | 1         | 1.000     |
| MLB   | MLB   | 46        | 8         | 3         | 0         | 1         | 1.000     |

- 2024年度シーズン終了時

### 背番号
- 45（2023年 - ）